# Миша Пап
Миша Пап (Нови Сад, 1. мај 1979) је српски шаховски велемајстор из Бачке Паланке.

## Каријера
Миша Пап је постао међународни мајстор шаха 2001. а велемајстор 2011. године. Добитник је Октобарске Награде града Бачке Паланке (2016).
Победио је на Бањалука Опен турниру 2024.